# Columnella borealis
Columnella borealis är en mossdjursart som först beskrevs av Levinsen 1909.  Columnella borealis ingår i släktet Columnella och familjen Farciminariidae.

## Underarter
Arten delas in i följande underarter:
- C. b. borealis
- C. b. spatulata